# 밤의 미녀
《밤의 미녀》(영어: Into the Night)는 미국에서 제작된 존 랜디스 감독의 1985년 블랙 코미디 액션 스릴러 영화이다. 제프 골드블룸, 미셸 파이퍼 등이 출연하였고, 조지 폴지 주니어 등이 제작에 참여하였다.

## 출연
- 제프 골드블룸
- 미셸 파이퍼
- 리처드 판즈워스
- 이리니 파파
- 캐스린 해럴드
- 비라 마일스
- 클루 굴러거
- 댄 애크로이드
- 데이비드 보위
- 브루스 맥길
- 카먼 아젠지애노
- 도밍고 엄브리즈
- 제이크 스타인펠드
- 아트 에번스
- 마이클 잰드
- 존 랜디스
- 뷸라 궈
- 앨마 벨트랜
- 루 코스텔로 (과거 촬영분)
- 벨라 루고시 (과거 촬영분)
- 론 체이니 주니어 (과거 촬영분)

카메오 출연
- 잭 아널드
- 릭 베이커
- 폴 바텔
- 데이비드 크로넌버그
- 조너선 데미
- 리처드 프랭클린
- 칼 고틀리브
- 에이미 헤컬링
- 짐 헨슨
- 콜린 히긴스
- 로런스 캐즈던
- 조너선 린
- 앤드루 마턴
- 폴 머저스키
- 칼 퍼킨스
- 대니얼 피트리
- 디디 파이퍼
- 월도 솔트
- 돈 시걸
- 로제 바딤

## 기타 제작진
- 공동 협력 제작: 레슬리 벨즈버그
- 협력 제작: 데이비드 소스나
- 배역: 재키 버치, 마이클 치니치
- 미술: 존 로이드
- 세트: 제리 운더릭
- 의상: 데버라 너둘먼